# 世界、西原商会の世界! Part 2 逆featuring CRAZY KEN BAND
『世界、西原商会の世界! Part 2 逆featuring CRAZY KEN BAND』は、RHYMESTERの15枚目のシングル。2022年5月25日にCONNECTONEよりビクターオンラインストア専売としてリリースされた。

## 概要
前作より11ヶ月ぶり、CDシングルとしては4年11ヶ月ぶりとなるシングル。
2014年9月3日に発売されたクレイジーケンバンドの15thアルバム『Spark Plug』収録曲「世界、西原商会の世界! -西原商会 社歌-」を創業50周年を記念したラップバージョンとしてリアレンジしたもの。
クレイジーケンバンドが「逆featuring」で参加するのは2002年の「肉体関係 part2 逆featuring クレイジーケンバンド」以来20年ぶり。
2022年3月に西原商会アリーナで行われた同社の創立記念イベントにサプライズ登場し、出席した社員にのみサプライズ披露された。

## チャート成績
2022年6月6日付のオリコン週間シングルランキングでは初動約7千枚を売り上げ、週間9位にランクインした。5月27日付のデイリーランキングでは2位にランクインして、企業社歌としては史上最高位を達成。RHYMESTERとしても歴代で最高位を獲得。

## ミュージック・ビデオ
2022年5月18日にショートバージョンが、5月25日にフルバージョンが公開。全編アニメーションで、製作はサンライズ。通常の30分のアニメに相当する作画数で制作されている。2023年5月現在14万回以上再生されている。

## 収録曲
1. 世界、西原商会の世界！ Part 2 逆featuring CRAZY KEN BAND
2. 世界、西原商会の世界！ Part 2 逆featuring CRAZY KEN BAND (Instrumental)
3. 世界、西原商会の世界！ Part 2 逆featuring CRAZY KEN BAND (Acappella)
作詞：西原一将（西原商会代表取締役）、横山剣
Additional Lyrics：Mummy-D、宇多丸、DJ JIN
作曲：横山剣